# Kathedraal van Canterbury
De kathedraal van Canterbury (Engels: The Cathedral and Metropolitical Church of Christ at Canterbury) is Engelands beroemdste kathedraal en de zetel van de aartsbisschop van Canterbury, de primaat van de Anglicaanse Kerk.

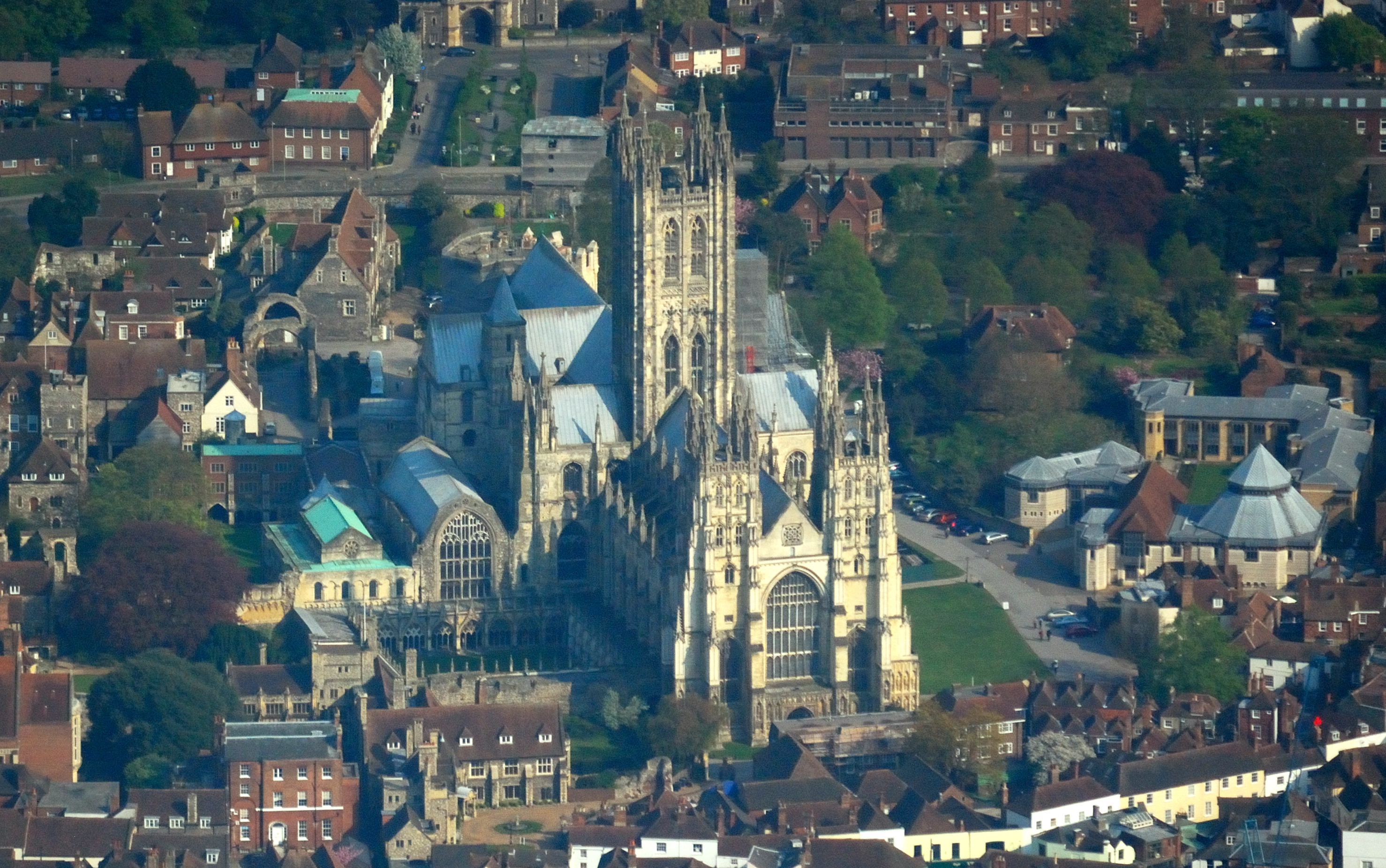
De kathedraal vanuit de lucht

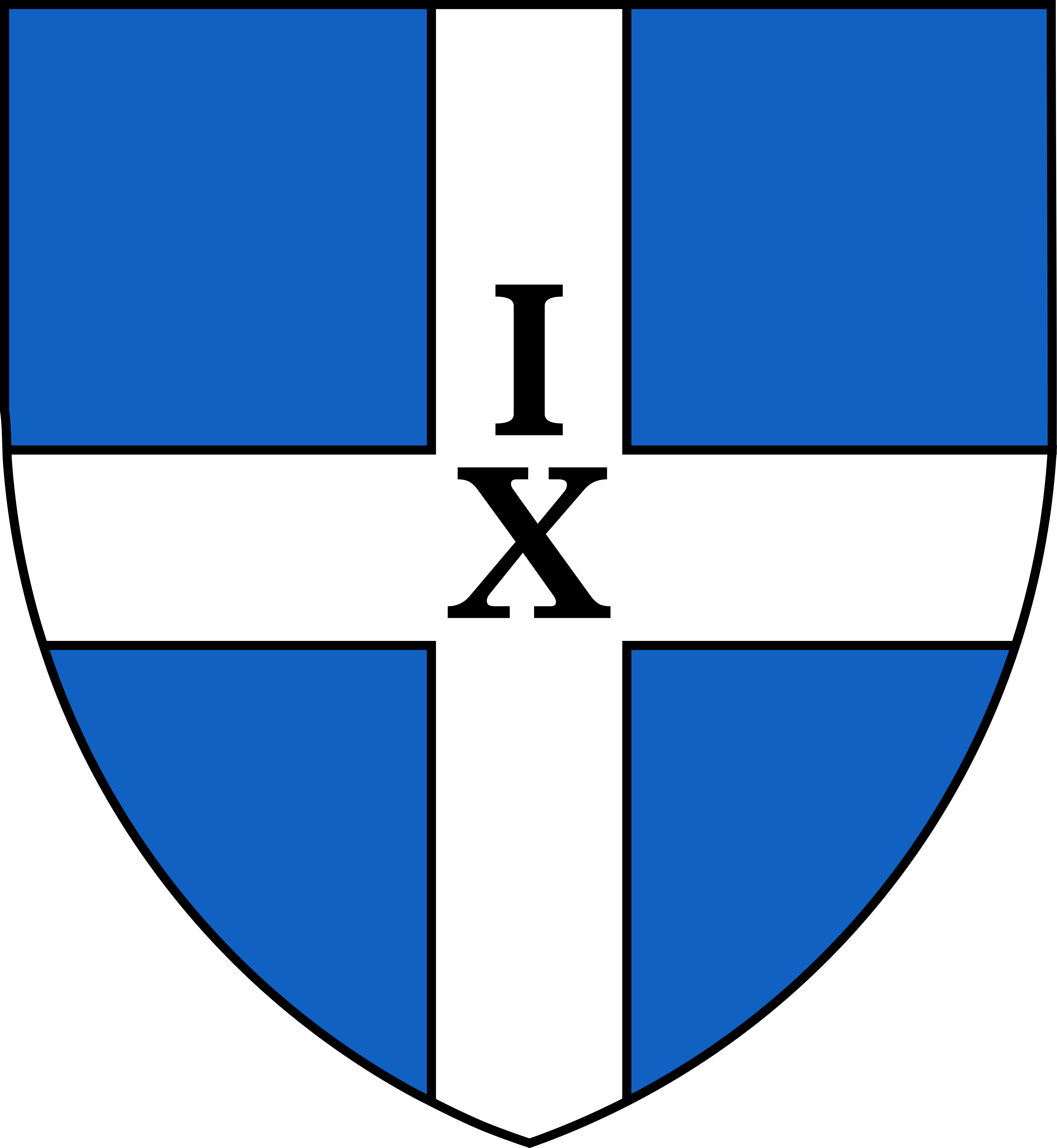
Wapen van de Kathedraal van Canterbury

De geschiedenis van de kathedraal gaat terug tot het jaar 597. In dat jaar bracht Sint-Augustinus, gestuurd door paus Gregorius I, het christelijke geloof naar het Angelsaksische Engeland. St. Augustinus stichtte een kerk en werd de eerste aartsbisschop. In 1170 werd aartsbisschop Thomas Becket in de kathedraal vermoord en vanaf die tijd groeide Canterbury uit tot een belangrijk bedevaartsoord. In de Canterbury Tales van Geoffrey Chaucer zijn pelgrims onderweg van Londen naar deze kathedraal.
De vieringtoren op de kathedraal is 72 m hoog. In de crypte bevinden zich nog enkele graven. In de jaren 1500 stond hier het graf van aartsbisschop Thomas Becket, maar kort daarna werd het vernietigd. Voor de ingang van de crypte is er een herdenkingsmonument voor hem.
In de kathedraal zijn verschillende glas-in-loodramen te bewonderen, waarop onder meer heiligen zoals Petrus en Johannes, maar ook Adam en Eva zijn afgebeeld. Op de verdieping van de Abbey Chair ligt het graf van de Black Prince.
De Canterbury Cathedral, St Augustine's Abbey en St. Martin's Church werden in 1988 door UNESCO als gezamenlijk werelderfgoed op de Werelderfgoedlijst geplaatst.

## Galerij

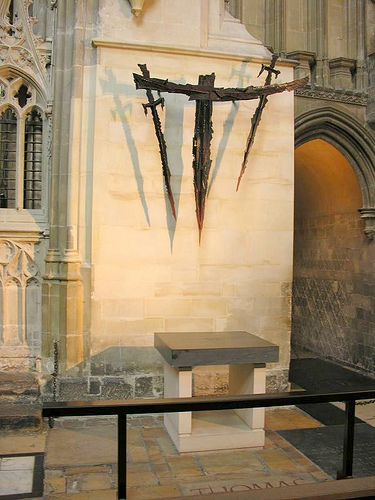
Monument Thomas Becket
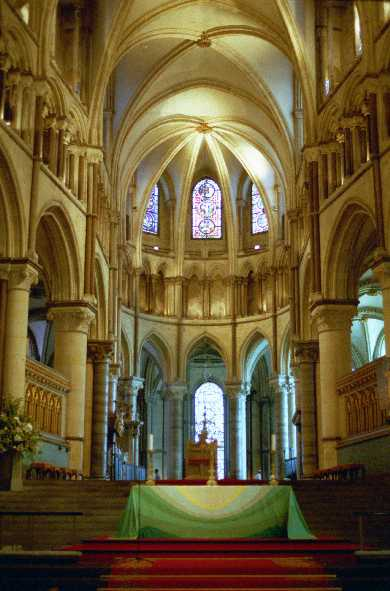
Troon van de aartsbisschop
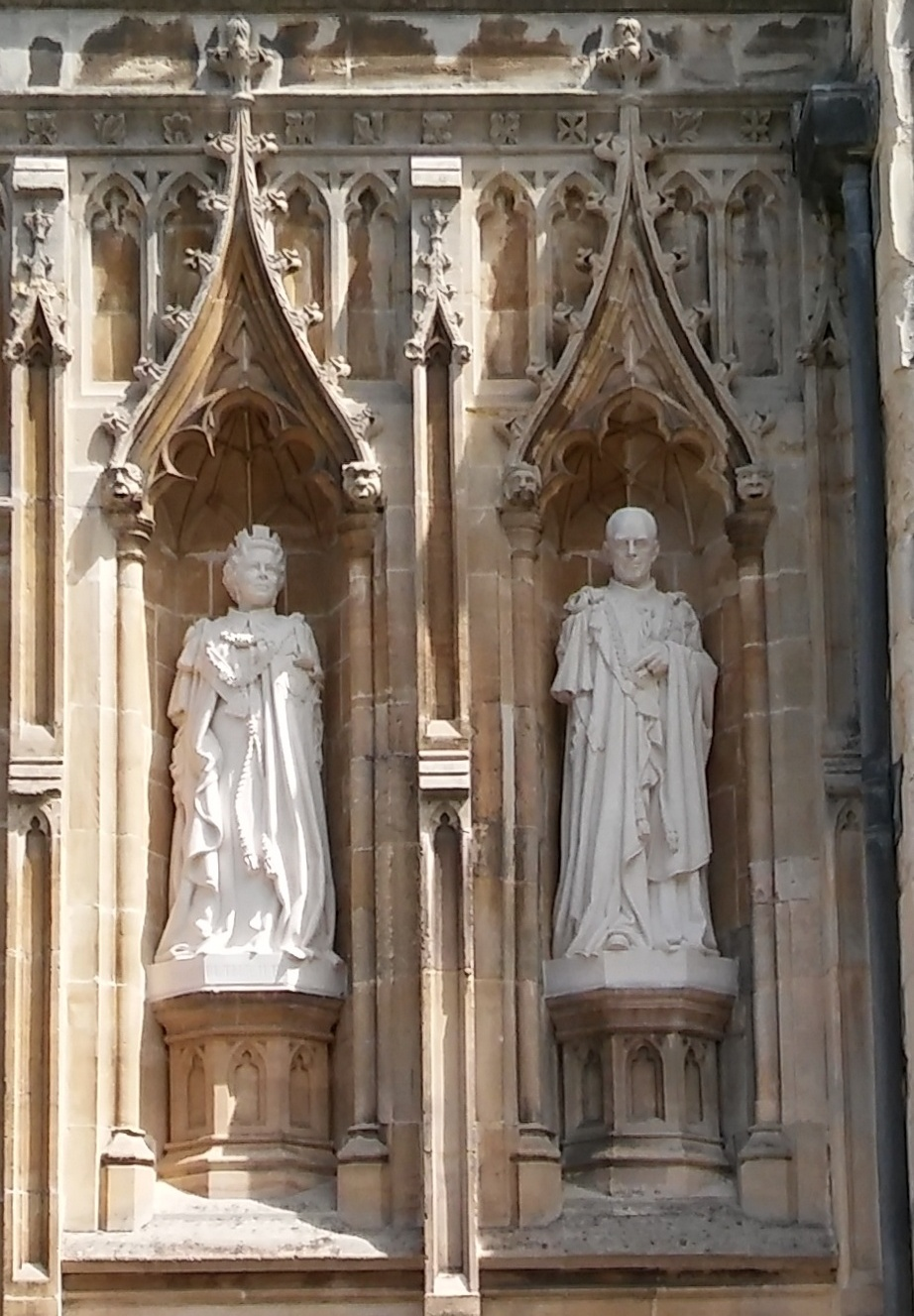
Nichestandbeelden van Koningin Elizabeth II & Prins Philip, Hertog van Edinburgh